# Pedro en el Islam

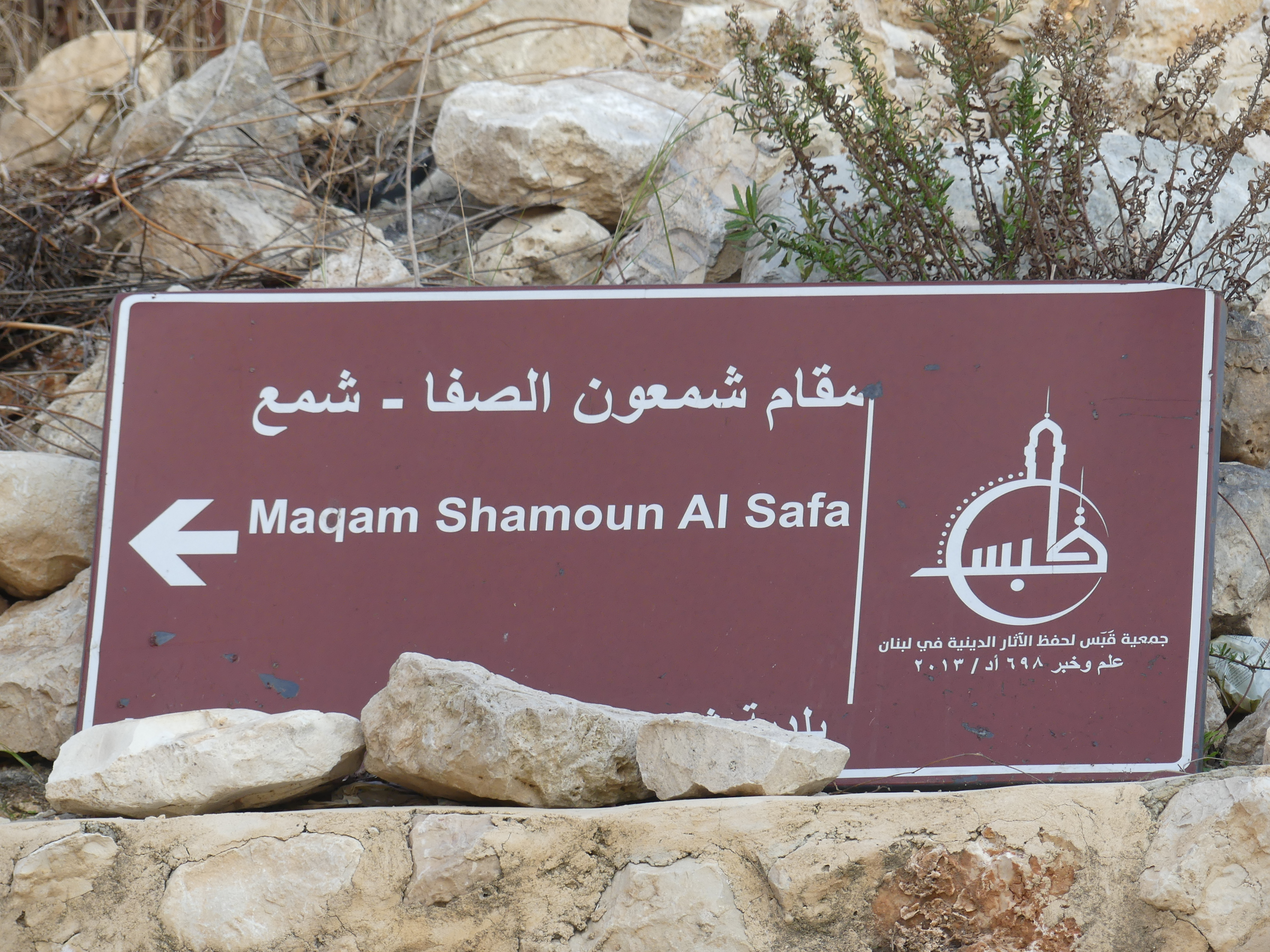
Letrero que señala hacia un santuario en la colina principal de la aldea de Chamaa (también escrita Chama'a, Chama o Shama), al sur del Líbano. La tradición local lo atribuye al profeta Shamoun o Shimon al-Safa, quien se dice que fue San Simón el Zelote, Simón Pedro o Simón el Cananeo, uno de los doce apóstoles de Jesús. Según esta creencia chiita, también fue antepasado del duodécimo y último imán chiita.

En el Islam, Simón Pedro ( en árabe: شَمْعُون ٱلصَّفَا‎ </link> , Šamʿūn aṣ-Ṣafā ), conocido en árabe como Shamoun as-Safa o Shamoun ibn Hammoun ( شَمْعُون ٱبْن حَمُّون</link> , Šamʿūn ibn Ḥammūn ), fue uno de los discípulos originales de Jesús  Aunque los discípulos de Jesús no han desempeñado un papel importante en la teología islámica, destacan por ser el único grupo de discípulos específicamente identificado en el Corán .  La figura de Pedro es importante ya que generalmente se le considera el sucesor de Jesús al frente delos fieles después de la crucifixión,   y por lo tanto es similar a la visión cristiana (especialmente la católica) de Pedro como el " Príncipe de los Apóstoles".
El Corán deja claro que los discípulos de Jesús creían firmemente en Alá. El Corán registra que cuando Jesús comenzó a sentir el rechazo de los israelitas, preguntó a la gente quiénes de ellos serían sus partidarios en la predicación del Evangelio. Fue entonces cuando los discípulos se levantaron y le pidieron a Jesús que diera testimonio de que se habían sometido a Dios, y además prometieron permanecer junto a Jesús durante toda su vida.  El Corán registra además que Dios inspiró a los discípulos a creer en Su mensaje y en Su profeta. Además, relata una fiesta del cielo, que fue una señal para los discípulos de Jesús.  Aunque el Corán no nombra ni enumera a los discípulos, la exégesis coránica nombra a los discípulos, y Pedro suele figurar a la cabeza de todas las listas, lo que corresponde a su papel como jefe de los discípulos. 
Numerosos incidentes relacionados con Pedro se narran en la tradición y el tafsir musulmanes. La más famosa de ellas es la narración de la predicación de Pedro en Antioquía, que está estrechamente relacionada con la leyenda de Habib el Carpintero. La tradición musulmana narra que dos de los discípulos de Jesús, Juan y Judas, fueron a predicar el Evangelio a Antioquía, atraídos por la devoción de su pueblo por los ídolos. A pesar de sus esfuerzos, pocas personas siguieron su mensaje, a pesar de que los dos discípulos habían realizado varios milagros, incluida la curación de enfermos y ciegos.  Los discípulos sanaron al hijo de Habib, y en agradecimiento Habib ayudó a predicar el Evangelio a la gente. Cuando la noticia de los discípulos llegó al gobernador de la ciudad, convocó a Juan y a Judas. Como el gobernador no estaba de acuerdo con el mensaje de Dios, los mandó encarcelar. Mientras los dos estaban en prisión, Pedro fue a Antioquía. Allí, se le permitió realizar un milagro frente al gobernador, donde resucitó a un niño que había estado muerto durante siete días. El pueblo se negó a creer las palabras de Pedro y, enojados con Habib por su fe, lo apedrearon hasta la muerte.  Fuentes no musulmanas sostienen que Pedro fue más tarde a Roma a predicar el Evangelio. 
Pedro es importante en las ramas del Islam chiita, especialmente en el ismailismo, ya que su papel es visto como un paralelo directo al de Ali como el primer Imām después de un Profeta. Los musulmanes chiitas sostienen que cada profeta importante tuvo un discípulo o Waṣî (وصي) (ejecutor de la voluntad) que se convirtió en Imām (líder) después de su muerte: Adán tuvo su hijo, Seth; Noé tuvo a Sem; Abraham tuvo sus hijos; Moisés tenía a Josué; y Jesús tuvo a Pedro. 

## Supuestos descendientes
Para más información sobre Narjis, su madre y su supuesto hijo (el duodécimo imán del imamismo), consulte los artículos Narjis y Muhammad al-Mahdi.